# Tanzania i olympiska sommarspelen 1984
Tanzania deltog i de olympiska sommarspelen 1984 med en trupp bestående av 18 deltagare. Ingen av landets deltagare erövrade någon medalj.

## Boxning
Flugvikt
- David Mwaba
  - Första omgången — Besegrade Chibou Amna (NIG), 5:0
  - Andra omgången — Förlorade mot Jeff Fenech (AUS), 0:5

Supertungvikt
- Willie Isangura
  - Första omgången – Bye
  - Kvartsfinal – Förlorade mot Francesco Damiani (ITA), RSC-2

## Friidrott
Herrarnas 5 000 meter
- Zakariah Barie
  - Heat — 13:53,00
  - Semifinals — 13:43,49 (→ gick inte vidare)

- Mohamed Rutitinga
  - Heat — 14:27,78 (→ gick inte vidare)

- Alphonse Swai
  - Heat — 14:22,20 (→ gick inte vidare)

Herrarnas 10 000 meter
- Zakariah Barie
  - Kval — 28:15,18
  - Final — 28:32,28 (→ 13:e plats)

- Gidamis Shahanga
  - Kvalheat — 28:42,92 (→ gick inte vidare)

- Ibrahim Kivina
  - Kvalheat — 30:29.50 (→ gick inte vidare)

Herrarnas maraton
- Juma Ikangaa — 2:11:10 (→ 6:e plats)
- Agapius Masong — 2:16:25 (→ 21:a plats)
- Gidamis Shahanga — 2:16:27 (→ 22:a plats)

Herrarnas spjutkastning
- Zakayo Malekwa
  - Kval — 75,18m (→ gick inte vidare, 19:e plats)

Damernas 100 meter
- Nzaeli Kyomo
  - Första heatet — 12,26s
  - Andra heatet — 12,53s (→ gick inte vidare)

Damernas 3 000 meter
- Hwinga Mwanjala
  - Heat — 9.42,66 (→ gick inte vidare)